# Angulus lateralis scapulae

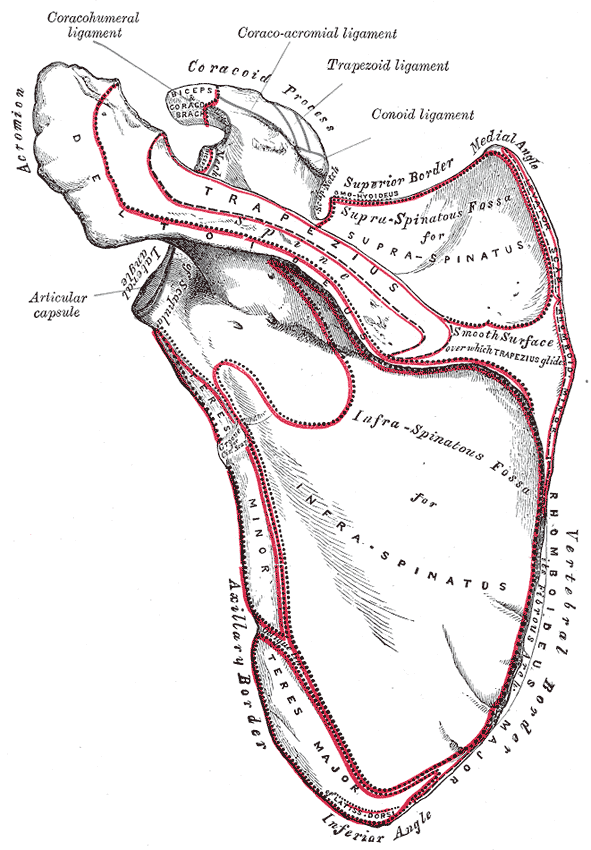
A lapocka dorsalis felszíne (Balra fent látható a szög)

Az angulus lateralis scapulae a lapocka (scapula) része. Ez egy szög és a csont legvastagabb része. A cavitas glenoidalis található itt, mely ízesülést biztosít a felkarcsont (humerus) fejének (caput humeri). A felület szélei porccal van körülvéve és így kialakul a labrum glenoidale. Néhány rosttal itt tapad a kétfejű karizom (musculus biceps brachii)